# Чуртанське сільське поселення
Чурта́нське сільське поселення (рос. Чуртанское сельское поселение) — муніципальне утворення у складі Вікуловського району Тюменської області, Росія.
Адміністративний центр — село Чуртан.

## Населення
Населення — 824 особи (2020; 827 у 2018, 857 у 2010, 923 у 2002).

## Склад
До складу поселення входять такі населені пункти:
| Населений пункт   | Населення, осіб (2002) | Населення, осіб (2010) |
| ----------------- | ---------------------- | ---------------------- |
| Доставалово, село | 195                    | 188                    |
| Малахово, село    | 214                    | 158                    |
| Чуртан, село      | 514                    | 512                    |